# Gustaf Christian von der Pahlen
Gustaf Christian von der Pahlen, född 6 maj 1648, död 18 augusti 1736, var en svensk friherre och militär.

## Biografi
Gustaf Christian von der Pahlen föddes 1648. Han var son till överstelöjtnanten Johan von der Pahlen och Elisabet Christina Catharina von Rosen. von der Pahlen blev 6 augusti 1670 kornett vid Arendorfs finska regemente till häst, 5 oktober 1672 kaptenlöjtnant vid Nylands och Tavastehus läns kavalleriregemente och 20 oktober 1677 major vid Ingermanländska adelsfaneregementet. Han upphöjdes till friherre jämte sina bröder 18 oktober 1679 och introducerades 1680 i Sveriges Riddarhus under nummer 75. von der Pahlen var lantråd i Estland. Han avled 1736 och begravdes 18 oktober samma år i Jördens socken.

### Egendom
von der Pahlen ägde Wahhakant i Rappels socken, Mettapäh i Wesenbergs socken, Palms och Huljal i Trisfers socken, samt Rickholtz i Nuckö socken.

### Familj
von der Pahlen gifte sig första gången med Margareta Dorotea von Metstaken (1656–1682), dotter till översten och lantrådet Arent Reinhold von Metstaken och Anna Hastfer. De fick tillsammans barnen Anna Elisabet von der Pahlen (1674–1710), som var gift med kaptenen friherre Fromhold Johan Taube af Karlö, generaladjutanten Arent Didrik von der Pahlen (1675–1710), Elsa Elisabet von der Pahlen (1678–1710) som var gift med kaptenen Hans Henrik Fock, kaptenlöjtnanten Johan Anders von der Pahlen (1681–1732) och Gustaf Christian von der Pahlen (död 1700).
Han gifte sig andra gången 12 september 1683 i Reval med Elisabet Helena von Lohde (död 1686). De fick tillsammans sonen Gustaf Johan von der Pahlen (född 1685).
von der Pahlen gifte sig tredje gången 5 mars 1687 i Reval med Gertrud Elisabet von Tiesenhausen (1670–1724). De fick tillsammans barnen Gertrud Helena von der Pahlen (1688–1689), Augusta Sofia von der Pahlen (1689–1747) som var gift med översten friherre Reinhold von Ungern-Sternberg och lantrådet baron Hans von Rosen, Axel Magnus von der Pahlen (född 1690), Bernt August von der Pahlen (född 1693), Carl Johan von der Pahlen (född 1694) och Christoffer Adolf von der Pahlen (född 1695).